# Степенной ряд
Степенной ряд с одной переменной — это формальное алгебраическое выражение вида:
{\displaystyle F(X)=\sum \limits _{n=0}^{\infty }a_{n}X^{n},}
в котором коэффициенты {\displaystyle {a_{n}}} берутся из некоторого кольца {\displaystyle {R}}. Важными видами степенных рядов являются ряд Тейлора и ряд Лорана.

## Пространство степенных рядов
Пространство степенных рядов с одной переменной и коэффициентами из {\displaystyle {R}} обозначается {\displaystyle R[[X]]}.
Пространство {\displaystyle R[[X]]} имеет структуру дифференциальной алгебры над кольцом {\displaystyle {R}} (коммутативной, целостной, с единицей, если таково же кольцо {\displaystyle {R}}). Оно часто используется в математике ввиду того, что в нём легко представимы и разрешимы формальные дифференциально-алгебраические и даже функциональные соотношения (см. метод производящих функций). При его использовании эти соотношения превращаются в алгебраические уравнения на коэффициенты рядов. Если они разрешаются, говорят о получении формального решения исходной задачи в виде формального степенного ряда.
В {\displaystyle R[[X]]} определены операции сложения, умножения, формального дифференцирования и формальной суперпозиции.
Пусть
{\displaystyle F(X)=\sum \limits _{n=0}^{\infty }a_{n}X^{n},G(X)=\sum \limits _{n=0}^{\infty }b_{n}X^{n},H(X)=\sum \limits _{n=0}^{\infty }c_{n}X^{n}.}
Тогда:
{\displaystyle H=F+G\Leftrightarrow \forall n\,c_{n}=a_{n}+b_{n}}
{\displaystyle H=F\,\cdot \,G\Leftrightarrow \forall n\,c_{n}=\sum \limits _{k+l=n}a_{k}b_{l}}
{\displaystyle H=F\circ G\Leftrightarrow \forall n\,c_{n}=\sum \limits _{s=1}^{n}a_{s}\sum \limits _{k_{1}+\dots +k_{s}=n}b_{k_{1}}b_{k_{2}}\dots b_{k_{s}}} (при этом необходимо, чтобы соблюдалось {\displaystyle b_{0}=0})
{\displaystyle H=F'\Leftrightarrow \forall n\,c_{n}=(n+1)a_{n+1}}

## Сходимость степенных рядов
Из формального степенного ряда с вещественными или комплексными коэффициентами путём приписывания формальной переменной {\displaystyle {X}} какого-нибудь значения в поле вещественных или комплексных чисел можно получить числовой ряд. Числовой ряд считается сходящимся (суммируемым), если сходится последовательность частичных сумм, составленных из его членов, и называется абсолютно сходящимся, если сходится последовательность частичных сумм, составленных из его членов, взятых по модулю (по норме).

### Признаки сходимости
Для степенных рядов есть несколько теорем, описывающих условия и характер их сходимости.
- Первая теорема Абеля: Пусть ряд {\displaystyle \Sigma \,a_{n}x^{n}} сходится в точке {\displaystyle {x_{0}}}. Тогда этот ряд сходится абсолютно в круге {\displaystyle {|x|<|x_{0}|}} и равномерно по {\displaystyle {x}} на любом компактном подмножестве этого круга.

Обращая эту теорему, получаем, что если степенной ряд расходится при {\displaystyle {x=x_{0}}}, он расходится при всех {\displaystyle {x}} таких, что {\displaystyle {|x|>|x_{0}|}}. Из первой теоремы Абеля также следует, что существует такой радиус круга {\displaystyle {R}} (возможно, нулевой или бесконечный), что при {\displaystyle {|x|<R}} ряд сходится абсолютно (и равномерно по {\displaystyle x} на компактных подмножествах круга {\displaystyle {|x|<R}}), а при {\displaystyle {|x|>R}} — расходится. Это значение {\displaystyle R} называется радиусом сходимости ряда, а круг {\displaystyle {|x|<R}} — кругом сходимости.
- Формула Коши-Адамара: Значение радиуса сходимости степенного ряда (если верхний предел существует и положителен, теорема Адамара о степенном ряде) может быть вычислено по формуле:

{\displaystyle {1 \over R}={\varlimsup \limits _{n\rightarrow +\infty }}\,|a_{n}|^{1/n}}
(По поводу определения верхнего предела {\displaystyle \varlimsup \limits _{n\rightarrow +\infty }} см. статью «Частичный предел последовательности».)
Пусть {\displaystyle F(x)} и {\displaystyle G(x)} — два степенных ряда с радиусами сходимости {\displaystyle {R_{F}}} и {\displaystyle {R_{G}}}. Тогда
{\displaystyle R_{F+G}\geq \min\{R_{F},\,R_{G}\}}
{\displaystyle R_{F\cdot G}\geq \min\{R_{F},R_{G}\}}
{\displaystyle R_{F'}\,=\,R_{F}}
Если у ряда {\displaystyle G(x)} свободный член нулевой, тогда
{\displaystyle R_{F\circ G}\geq {R_{F} \over {R_{F}+1}}R_{G}}
Вопрос о сходимости ряда в точках границы {\displaystyle {|x|=R}} круга сходимости достаточно сложен и общего ответа здесь нет. Вот некоторые из теорем о сходимости ряда в граничных точках круга сходимости:
- Признак Д’Аламбера: Если при {\displaystyle n>N} и {\displaystyle \alpha >1} выполнено неравенство

{\displaystyle \left|{a_{n} \over a_{n+1}}\right|\geq R\left(1+{\alpha  \over n}\right)}
тогда степенной ряд {\displaystyle \Sigma \,a_{n}x^{n}} сходится во всех точках окружности {\displaystyle {|x|=R}} абсолютно и равномерно по {\displaystyle x}.
- Признак Дирихле: Если все коэффициенты степенного ряда {\displaystyle \Sigma \,a_{n}x^{n}} положительны и последовательность {\displaystyle a_{n}} монотонно сходится к нулю, тогда этот ряд сходится во всех точках окружности {\displaystyle {|x|=1}}, кроме, быть может, точки {\displaystyle {x=1}}.

Сумма степенного ряда как функция комплексного параметра {\displaystyle x} является предметом изучения теории аналитических функций.

## Степенной ряд от n переменных
Степенной ряд от n переменных — это формальное алгебраическое выражение вида:
{\displaystyle F(X_{1},X_{2},\dots ,X_{n})=\sum \limits _{k_{1},k_{2},\dots ,k_{n}=0}^{+\infty }a_{k_{1},k_{2},\dots ,k_{n}}X_{1}^{k_{1}}X_{2}^{k_{2}}\dots X_{n}^{k_{n}}}
или, в мультииндексных обозначениях,
{\displaystyle F(X)=\sum \limits _{\alpha }a_{\alpha }X^{\alpha },}
где {\displaystyle X} — это вектор {\displaystyle X=(X_{1},X_{2},\dots ,X_{n})}, {\displaystyle \alpha } — мультииндекс {\displaystyle \alpha =(k_{1},k_{2},\dots ,k_{n})}, {\displaystyle X^{\alpha }} — одночлен {\displaystyle X^{\alpha }=X_{1}^{k_{1}}X_{2}^{k_{2}}\dots X_{n}^{k_{n}}}.
Пространство степенных рядов от {\displaystyle n} переменных и коэффициентами из {\displaystyle R} обозначается {\displaystyle R[[X_{1},X_{2},\dots ,X_{n}]]}. В нём определены операции сложения, умножения, дифференцирования по каждой переменной и {\displaystyle n}-местной суперпозиции. Пусть
{\displaystyle F(X)=\sum \limits _{\alpha }a_{\alpha }X^{\alpha },G(X)=\sum \limits _{\alpha }b_{\alpha }X^{\alpha },H(X)=\sum \limits _{\alpha }c_{\alpha }X^{\alpha }.}
Тогда:
{\displaystyle H=F+G\Leftrightarrow \forall {\alpha }\,c_{\alpha }=a_{\alpha }+b_{\alpha }}
{\displaystyle H=F\,\cdot \,G\Leftrightarrow \forall {\alpha }\,c_{\alpha }=\sum \limits _{\beta +\gamma =\alpha }a_{\beta }b_{\gamma }}
{\displaystyle H={\partial F \over \partial X_{i}}\Leftrightarrow \forall (k_{1},k_{2},\dots ,k_{n})\,c_{k_{1},k_{2},\dots ,k_{n}}=(k_{i}+1)a_{(k_{1},k_{2},\dots ,k_{i}+1,\dots ,k_{n})}}

### См.также
- Ряд Пюизё
- Ряд (математика)
- Теорема Харди — Литтлвуда